# Fernand Widal

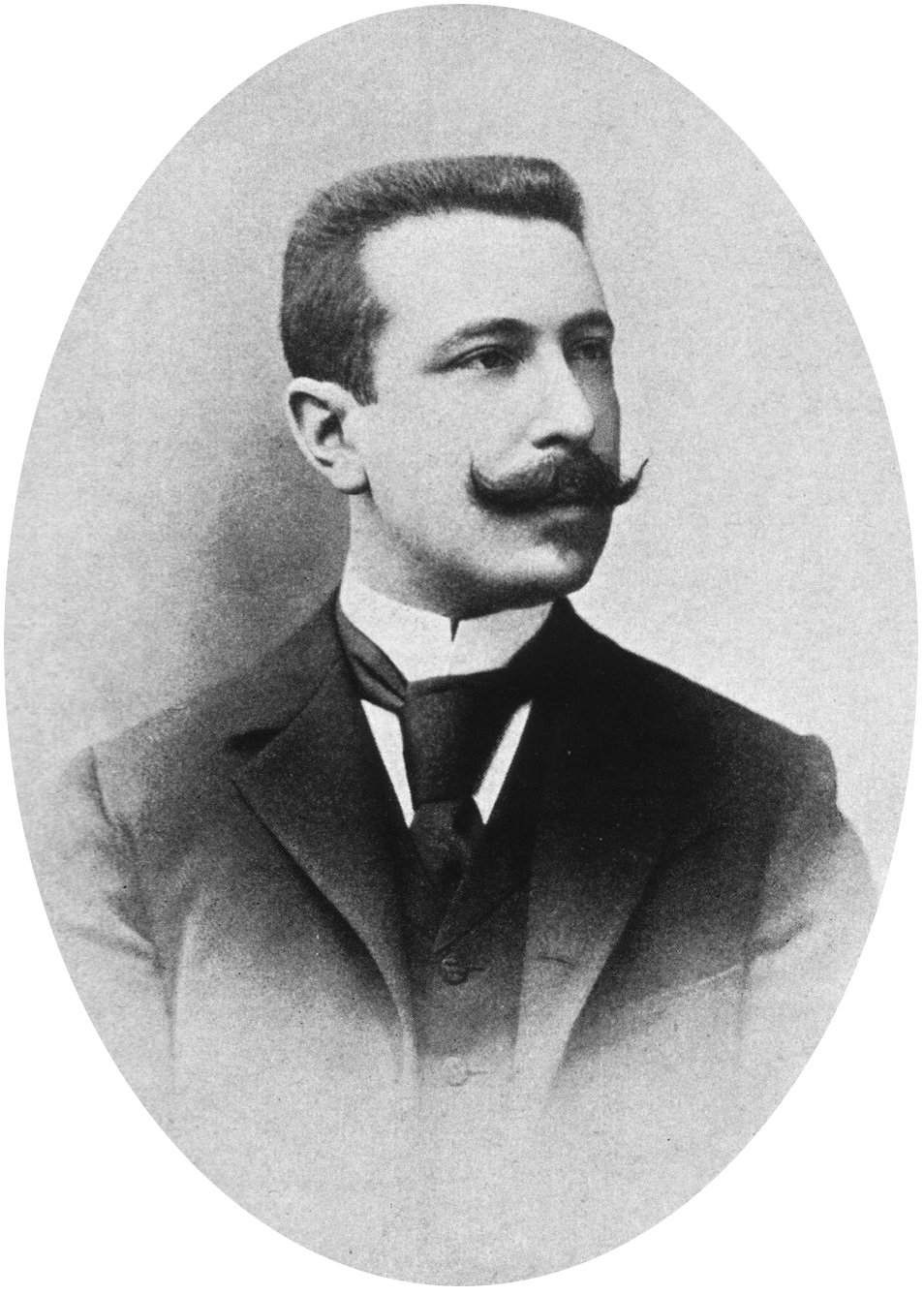
Fernand Widal

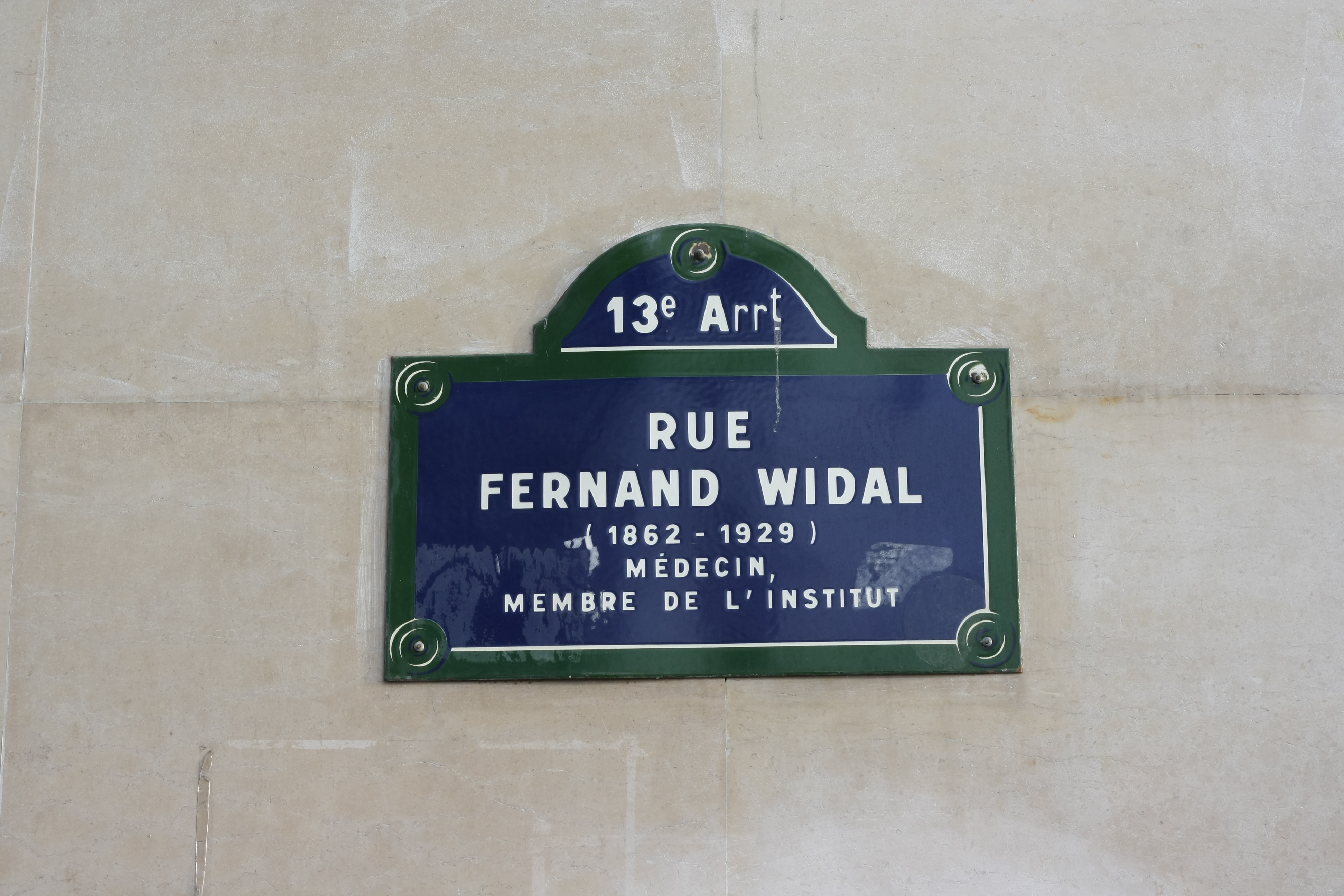
Straßenschild Rue Fernand Widal

Georges Fernand Isidore Widal (* 9. März 1862 in Dellys/Provinz Boumerdes bei Algier, Algerien; † 14. Januar 1929 in Paris) war ein französischer Mediziner, Bakteriologe und Pathologe.

## Leben
Fernand Widal studierte an der Universität von Paris Medizin. Er studierte unter anderem bei Ilja Iljitsch Metschnikow und Pierre Paul Émile Roux. Widal wurde 1889 promoviert, 1911 als Nachfolger von Paul Georges Dieulafoy zum Professor für Pathologie und 1918 zum Professor für Innere Medizin berufen. Er war verheiratet, die Ehe blieb kinderlos.
Widal war Mitglied der Académie de Médecine (1906), der Académie des sciences (1919), der Royal Society of Medicine (1921) und der Königlich Schwedischen Akademie der Wissenschaften (1922.)
Das Hôpital Fernand-Widal in Paris ist seit 1959 nach ihm benannt. Daneben trägt die Rue Fernand Widal im 13. Pariser Arrondissement seinen Namen.

## Wirken
Widal beschrieb 1896 die später als Gruber-Widal-Reaktion bezeichnete serologische Methode zur Diagnose des Typhus und bestätigte damit die von Max von Gruber und Herbert Durham gefundene Agglutinationsreaktion der Bakterien. Er zeigte, dass bei infizierten Verdachtsfällen die im Serum auftretenden Antikörper durch eine Agglutinationsreaktion in Anwesenheit von Antigenen des Erregers Salmonella typhi nachgewiesen werden können. Andere Arbeiten Widals widmeten sich unter anderem den pathologischen Grundlagen von Nierenerkrankungen, dem Einfluss der Natriumchlorid-Aufnahme (Kochsalz) auf Ödeme und der diätetischen Beeinflussung der Harnstoff-Spiegel. 1903 führten Fernand Widal und A. Javal die kochsalzarme Diät bei Nierenkrankheiten ein. Im Jahr 1904 war ihm der Nachweis der Azotämie gelungen.

## Schriften (Auswahl)
- Etude sur l’infection puerpérale, la phlegmatia alba dolens et l’érysipèle. G. Steinheil, Paris 1889. (Digitalisat auf Gallica)
- Exposé des travaux scientifiques du Dr. Fernand Widal. G. Steinheil, Paris 1904. (Digitalisat im Internet Archive)
- Streptococcie, Staphylococcie, Pneumococcie, Collibacillose. Baillière, Paris 1912, urn:nbn:de:hbz:061:2-22531.
- mit Georges Henri Roger und Pierre Joseph Teissier: Nouveau traité de médicine. 23 Bände. 1923.